# Budy-Grudzie
Budy-Grudzie – wieś sołecka w Polsce położona w województwie mazowieckim, w powiecie ostrowskim, w gminie Ostrów Mazowiecka.
Początek wsi dały szałasy nazywane budami wznoszone przez robotników leśnych. Na początku XIX w. były tu już osady Budy i - położone od nich na północ - Budy Gródzkie, które z czasem połączyły się w jedną wieś. Do połowy XX w. był to ośrodek garncarstwa i plecionkarstwa ludowego.
W latach 1975–1998 miejscowość administracyjnie należała do województwa ostrołęckiego.
Wierni Kościoła rzymskokatolickiego należą do parafii Wniebowzięcia Najświętszej Maryi Panny w Ostrowi Mazowieckiej.